# Родной ребёнок
«Родной ребенок» (хинди Aulad) — индийский семейный фильм-драма, снятый режиссёром Виджаем Саданахом и вышедший в прокат 17 апреля 1987 года. Главные роли исполнили Шридеви, Джитендра и Джая Прада. Картина заняла 5-е место в списке самых кассовых фильмов года и получила статус «суперхит».

## Сюжет
История о двух женатых парах: Ананде и Деваки, Яшоде и Викки. Через некоторое время в результате железнодорожной катастрофы Деваки исчезает, а Викки погибает. Яшоду доставляют в больницу, где на фоне стресса начинаются преждевременные роды, в результате которых ребёнок не выживает. Понимая, что Яшода не сможет  этого пережить, а Деваки уже не вернуть, Ананд просит врача отдать ей его ребёнка. Проходит пять лет. Яшода даже не подозревает, что все эти годы воспитывает чужого ребёнка. Однажды вечером в квартире Ананда раздаётся звонок. Открыв дверь, он видит перед собой живую Деваки…

## Роли
- Шридеви — Деваки
- Джитендра — Ананд
- Джая Прада — Яшода
- Винод Мехра — Викки
- Бэби Гудду — Кишан, родной ребёнок Деваки и Ананда
- Саид Джаффри — дядя Ананда
- Асрани — Раджа, друг Ананда
- Манмохан Кришна — отец Викки
- Дина Патхак — Савитри, мать Викки

## Песни
| №  | Название                    | Исполнители                     | Длительность |
| -- | --------------------------- | ------------------------------- | ------------ |
| 1. | «Lo Jaa Raha Hai Koi»       | Мохаммед Азиз                   | 4:41         |
| 2. | «Jeevan Jyot Jale»          | Кавита Кришнамурти              | 5:49         |
| 3. | «Raste Ka Maal Saste Mein»  | Уша Мангешкар                   | 5:22         |
| 4. | «Lo Jaa Raha Hai Koi» (Sad) | Мохаммед Азиз                   | 1:41         |
| 5. | «Ek Maa Ka Dil»             | Кавита Кришнамурти              | 5:03         |
| 6. | «Ton Ton Ton»               | Кавита Кришнамурти              | 6:19         |
| 7. | «To Phir Ho Jaye»           | Кишор Кумар, Кавита Кришнамурти | 4:42         |